# پشته سیدشیران
پشته سیدشیران (به لری: سه‌شیرو) یکی از محله‌های جنوبی شهر خرم‌آباد است. این محله تا اواخر دهه ۱۳۷۰ خورشیدی به عنوان یکی از روستاهای اطراف شهر محسوب می‌شد اما با گسترش جمعیت و رشد فیزیکی محدوده شهر هم‌اکنون به عنوان یکی از محلات خرم‌آباد به‌شمار می‌آید.